# Spelobia frustrilabris
Spelobia frustrilabris är en tvåvingeart som beskrevs av Marshall 1985. Spelobia frustrilabris ingår i släktet Spelobia och familjen hoppflugor. Inga underarter finns listade i Catalogue of Life.